# Wellingara-Ba
Wellingara-Ba eller Bureng Crossma är en ort i Gambia. Den ligger i regionen Lower River, i den centrala delen av landet, 130 km öster om huvudstaden Banjul. Antalet invånare var 2 520 vid folkräkningen 2013.